# Alba Dedeu
Alba Dedeu Surribas (Granollers, 1984) es una escritora y traductora española.

## Biografía
Alba Dedeu, estudió Medicina en Barcelona y en Florencia, A pesar de que ejerció de médico durante un tiempo, finalmente, se dedicó a la traducción y a la creación literarias. Con solo veintiséis años, ganó el premio Mercè Rodoreda de cuentos y narraciones (2010) y el premio Crítica Sierra de Oro (2012) con su primera compilación de cuentos Gats al parc (2011). El año 2012 publicó una segunda compilación, El verano no se acaba nunca. Además de la tarea de traductora y escritora, se ha encargado de la edición de Sempre han tingut bec les oques, del historiador Joaquim Miret, publicada en 2013. Entre sus traducciones, destaca la obra de Sibilla Aleramo, Una dona.